# Microtropis osmanthoides
Microtropis osmanthoides là một loài thực vật có hoa trong họ Dây gối. Loài này được (Hand.-Mazz.) Hand.-Mazz. mô tả khoa học đầu tiên năm 1933.